# Brandon Parker
Brandon Malik Parker (Kannapolis, 21 ottobre 1995) è un giocatore di football americano statunitense che milita nel ruolo di offensive tackle per gli Atlanta Falcons della National Football League (NFL). Al college ha giocato con la North Carolina A&T State University ed è stato selezionato al 3º giro, 65ª scelta assoluta, del Draft NFL 2018 dagli Oakland Raiders.

## Carriera universitaria
Parker, originario di Kannapolis nello Stato della Carolina del Nord, cominciò a giocare a football nella locale A.L. Brown High School.
Sebbene le positive prestazioni avute nel periodo della scuola superiore, la struttura fisica di Parker, alto e magro, fece sì che le squadre di primo piano del college football non si interessarono a lui.
Altresì Parker ricevette offerte di borse di studio complete da parte della Winston-Salem State University, della North Carolina A&T University e della North Carolina Central University nonché borse parziali da altri college minori.
Parker nel 2013 scelse di andare alla North Carolina A&T University con gli Aggies impegnati nella Mid-Eastern Athletic Conference (MEAC) della Divisione I del Football Championship Subdivision (FCS) della NCAA.
Nel suo primo anno con gli Aggies, il 2013, Parker fu redshirt, poteva quindi allenarsi con la squadra senza disputare gare ufficiali. Nel 2014 fu inserito in squadra come prima riserva del tackle di sinistra titolare ma, dopo l'infortunio di questi, Parker fu promosso titolare e giocò tutte e 12 le partite della stagione, venendo inserito a fine anno nel Third-Team All-MEAC. Parker si confermò anche nella stagione 2015, titolare in tutte e 12 le partite, e chiudendo l'annata senza permettere un solo sack dal suo lato, e venendo nominato MEAC Offensive Lineman of the Year. Anche nella stagione 2016 Parker giocò ad altissimi livelli venendo inserito nel First-Team All-MEAC e premiato, per il secondo anno consecutivo, MEAC Offensive Lineman of the Year. Parker fu inoltre inserito nella squadra All-American del FCS da parte dell'Associated Press.
Nella sua ultima stagione con gli Aggies, nel 2017, Parker si ripeté giocando titolare in tutte le 12 partite e chiudendo la sua carriera al college senza permettere nessun sack dal suo lato. Fu premiato per la terza volta di fila, primo a riuscirci, come MEAC Offensive Lineman of the Year nonché inserito nel FCS All-American ed invitato al Senior Bowl.
Statistiche al college
| Stagione | Stagione           | Stagione   | Stagione   | Partite  | Partite  |
| Anno     | Squadra            | Campionato | Conference | P        | PT       |
| -------- | ------------------ | ---------- | ---------- | -------- | -------- |
| 2013     | North Carolina A&T | FCS Div. I | MEAC       | Redshirt | Redshirt |
| 2014     | North Carolina A&T | FCS Div. I | MEAC       | 12       | 12       |
| 2015     | North Carolina A&T | FCS Div. I | MEAC       | 12       | 12       |
| 2016     | North Carolina A&T | FCS Div. I | MEAC       | 12       | 12       |
| 2017     | North Carolina A&T | FCS Div. I | MEAC       | 12       | 12       |
| Totale   | Totale             | Totale     | Totale     | 48       | 48       |

Fonte: Football Database

## Carriera professionistica
La prestazione di Parker al Senior Bowl, giocando nella squadra guidata dall'allora allenatore degli Houston Texans Bill O'Brien, impressionò gli osservatori delle squadre della NFL aumentando le sue possibilità di essere selezionato prima nel corso del successivo draft NFL. Parker fu tra i soli 20 atleti provenienti da squadre della FCS ad essere invitato alla NFL Scouting Combine, dove ottenne risultati ritenuti molto interessanti.
Prima del draft Parker fece inoltre diversi provini privati con varie squadre inclusi i San Diego Chargers, i Cincinnati Bengals, i Philadelphia Eagles, i New Orleans Saints, i Buffalo Bills, i New York Giants e i Carolina Panthers. Brandon fu valutato dalla maggioranza degli esperti ed osservatori come una possibile scelta del quarto o quinto giro del draft.

### Oakland/Las Vegas Raiders
Parker fu selezionato nel 3º giro, 65ª scelta assoluta, del Draft NFL 2018 dagli Oakland Raiders. I Raiders scambiarono le loro scelte del terzo (75ª), quinto (152ª) e settimo giro (212ª) con i Baltimore Ravens per ottenere la 65ª scelta per selezionare Parker. Il 21 maggio 2018 Parker firmò il suo contratto quadriennale da rookie con i Raiders per un valore di 4,1 milioni di dollari, di cui 1,05 milioni garantiti alla firma.
Parker fu nominato tackle di destra titolare a partire dalla gara della settimana 6 dopo un infortunio occorso a Donald Penn. Nella sua stagione da rookie permise 8,5 sack.
Nel 2019 giocò da titolare tre gare come tackle di destra. Nel 2021 fu nominato titolare dalla settimana 5 e giocò da partente per tutto il resto della stagione.
Il 21 marzo 2022 Parker rifirmò con i Raiders. Il 28 agosto 2022, durante il precampionato, fu spostato nella lista riserve/infortunati, concludendo anzitempo la sua stagione.
Il 10 marzo 2023 Parker rifirmò per i Raiders. Il 15 agosto 2023, nel corso del training camp estivo, Parker fu spostato nella lista riserve/infortunati, comportando questo che non avrebbe potuto più giocare in stagione con i Raiders. Il 24 agosto 2023 si accordó con i Raiders e fu svincolato, in modo che, una volta ristabilitosi dall'infortunio, avrebbe potuto subito giocare per un'altra franchigia.
Il 6 novembre 2023 Parker firmò per la squadra di allenamento dei Raiders. Dopo essere stato elevato nel roster attivo per due partite per poi essere riportato nella squadra di allenamento il giorno successivo alla gara, il 12 dicembre 2023 fu promosso stabilmente in prima squadra. Concluse la stagione con 5 presenze, di cui una da titolare.

### San Francisco 49ers
Il 18 marzo 2024 Parker firmò da free agent un contratto annuale con i San Francisco 49ers. Il 9 settembre fu svincolato.

### Atlanta Falcons
Il 10 settembre 2024 Parker firmò con gli Atlanta Falcons. In stagione però non collezionò nessuna presenza.
Il 13 marzo 2025 Parker rifirmò per un altro anno con i Falcons.

## Statistiche

### Stagione regolare
| Stagione | Stagione | Stagione | Stagione |
| Anno     | Squadra  | P        | PT       |
| -------- | -------- | -------- | -------- |
| 2018     | OAK      | 15       | 12       |
| 2019     | OAK      | 11       | 3        |
| 2020     | LV       | 11       | 4        |
| 2021     | LV       | 17       | 13       |
| 2022     | LV       | 0        | 0        |
| 2023     | LV       | 5        | 1        |
| 2024     | ATL      | 0        | 0        |
| Totale   | Totale   | 59       | 33       |

| Stagione | Stagione | Stagione | Stagione |
| Anno     | Squadra  | P        | PT       |
| -------- | -------- | -------- | -------- |
| 2021     | LV       | 1        | 1        |
| Totale   | Totale   | 1        | 1        |

Fonte: Football Database

Statistiche aggiornate alla stagione 2024